# دون بوكس
دون بوكس هو مهندس بارز يعمل حاليًا في شركة مايكروسوفت.
كان دون بوكس أحد المصممين الأربع الذين صمموا بروتوكول سواب بالتعاون مع بوب اتكينسون،وديف وينر.
يعمل حاليًا في قسم الأعمال الترفيهية التفاعلية في شركة مايكروسوفت كمطور للجيل القادم من منصات الألعاب الترفيهية.
قبل الانضمام إلى قسم الأعمال الترفيهية التفاعلية كان دون بوكس يعمل مع فريق براد لوفرينج على نموذج قيادة وقت التشغيل وأداة دعم عند مايكروسوفت، متضمنًا برنامج أوسلو الخاص بمايكروسوفت. كان دون أيضًا مهندسًا معماريًا في مؤسسة ويندوز للاتصالات.
قبل انضمامه إلى مايكروسوفت، كان دون محررًا وكاتبًا في مجلة أنظمة مايكروسوفت التي أصبحت لاحقًا تعرف بمجلة شبكة مطوري مايكروسوفت. كان دون أيضًا شخصية بارزة في مجتمع طراز كائن المكون (com) حيث كان هو من صاغ عبارة (كوم هو الحب). هو أيضًا محرر في سلسلة كتب أديسون ويسلي حيث أنه حرر كتابين ناجحين يستهدفان جمهور مطوري مايكروسوفت.

## كتب
- Essential.NET, Volume I: The Common Language Runtime, مع كريس سيلس.
- Essential COM
- Essential XML: Beyond MarkUp
- Effective COM: 50 Ways to Improve Your COM and MTS-based Applications, بالتعاون مع كيث براون، تيم إيوالد وكريس سيلس.

## وصلات خارجية
- مدونة دون بوكس
- مقابلة مع دون بوكس عن سيرته الذاتية نسخة محفوظة 11 فبراير 2007 على موقع واي باك مشين.
- بيت دون بوكس
- دون بوكس - المهندس المتميز